# Lea Pericoli
Lea Pericoli, épouse Fontana née le 22 mars 1935 à Milan, où elle meurt le 4 octobre 2024, est une joueuse de tennis italienne, active des années 1950 au milieu des années 1970.
Elle se rend notamment célèbre sur les courts de Wimbledon pour ses tenues peu orthodoxes.

## Biographie
Figure majeure du tennis italien, Lea Pericoli a détenu 27 titres de championne d'Italie toutes catégories confondues et a occupé la tête du classement national à 14 reprises entre 1959 et 1976.
Fille d'un homme d'affaires, elle a grandi à Addis-Abeba en Éthiopie où sa famille s'est installé puis a appris à jouer au tennis au Kenya où elle a fait une partie de ses études. Elle retourne en Italie à l'âge de 17 ans.
Quatre fois, elle s'est hissée en huitièmes de finale à Roland-Garros, en 1955, 1960, 1964 et 1971. Elle atteint aussi ce stade à trois reprises à Wimbledon en 1965, 1967 et 1970. Avec sa partenaire habituelle Silvana Lazzarino, elle est demi-finaliste à Roland-Garros en 1964 et cinq fois finaliste des Internationaux d'Italie.
À son palmarès figure notamment des titres à Crans Montana en 1954, Istanbul en 1958, Båstad en 1960, Santa Fe en 1961, Palerme en 1962, Gènes en 1968 ou encore Le Caire en 1969.
Véritable icône de la mode, Lea Pericoli reste connue comme une personnalité glamour du monde du tennis, se distinguant par ses tenues provocantes faites en fourrures, en dentelle ou en plumes confectionnées par le couturier des stars du tennis Ted Tinling.
Elle a été après sa carrière sportive journaliste de presse écrite, présentatrice à la radio ainsi que la première commentatrice de tennis à la télévision italienne.

## Hommage
Le 7 mai 2015, en présence du président du Comité national olympique italien (CONI), Giovanni Malagò, a été inauguré  le Walk of Fame du sport italien dans le parc olympique du Foro Italico de Rome, le long de Viale delle Olimpiadi. 100 tuiles rapportent chronologiquement les noms des athlètes les plus représentatifs de l'histoire du sport italien. Sur chaque tuile figure le nom du sportif, le sport dans lequel il s'est distingué et le symbole du CONI. L'une de ces tuiles lui est dédiée .

## Palmarès (partiel)

### Titre en simple dames
| No | Date       | Nom et lieu du tournoi        | Catégorie | Surface      | Finaliste         | Score         |  |
| -- | ---------- | ----------------------------- | --------- | ------------ | ----------------- | ------------- |  |
| 1  | 05-07-1960 | Swedish Championships, Båstad |           | Terre (ext.) | Silvana Lazzarino | 3-6, 7-5, 6-2 |  |

### Finale en simple dames
| No | Date       | Nom et lieu du tournoi           | Catégorie | Surface      | Vainqueure     | Score         |          |
| -- | ---------- | -------------------------------- | --------- | ------------ | -------------- | ------------- | -------- |
| 1  | 08-07-1974 | Swiss Open Championships, Gstaad |           | Terre (ext.) | Helga Schultze | 4-6, 6-4, 6-3 | Parcours |

### Titres en double dames
| No | Date       | Nom et lieu du tournoi          | Catégorie | Surface      | Partenaire        | Finalistes                        | Score    |          |
| -- | ---------- | ------------------------------- | --------- | ------------ | ----------------- | --------------------------------- | -------- | -------- |
| 1  | 05-07-1960 | Swedish Championships Båstad    |           | Terre (ext.) | Silvana Lazzarino | Maria Tort de Ayala Kaija Horsma  | 6-3, 6-4 |          |
| 2  | 31-05-1965 | Swiss Championships Lugano      |           | Terre (ext.) | Silvana Lazzarino | Françoise Dürr Jeanine Lieffrig   | 6-1, 6-1 | Parcours |
| 3  | 08-07-1974 | Swiss Open Championships Gstaad |           | Terre (ext.) | Helga Schultze    | Kayoko Fukuoka Michelle Rodríguez | 6-2, 6-0 | Parcours |
| 4  | 07-07-1975 | Swiss Open Championships Gstaad |           | Terre (ext.) | Linky Boshoff     | Glynis Coles Belinda Thompson     | 7-5, 6-1 | Parcours |

### Finales en double dames
| No | Date       | Nom et lieu du tournoi          | Catégorie  | Surface      | Vainqueures                     | Partenaire        | Score           |          |
| -- | ---------- | ------------------------------- | ---------- | ------------ | ------------------------------- | ----------------- | --------------- | -------- |
| 1  | 07-05-1962 | Italian Championships Rome      |            | Terre (ext.) | Maria Bueno Darlene Hard        | Silvana Lazzarino | 6-4, 6-4        | Parcours |
| 2  | 07-05-1963 | Italian Championships Rome      |            | Terre (ext.) | Robyn Ebbern Margaret Smith     | Silvana Lazzarino | 6-2, 6-3        | Parcours |
| 3  | 04-05-1964 | Italian Championships Rome      |            | Terre (ext.) | Margaret Smith Lesley Turner    | Silvana Lazzarino | 6-1, 6-2        | Parcours |
| 4  | 03-05-1965 | Italian Championships Rome      |            | Terre (ext.) | Madonna Schacht Annette Van Zyl | Silvana Lazzarino | 2-6, 6-2, 12-10 | Parcours |
| 5  | 02-05-1967 | Italian Championships Rome      |            | Terre (ext.) | Rosie Casals Lesley Turner      | Silvana Lazzarino | 7-5, 7-5        | Parcours |
| 6  | 05-04-1971 | Monte Carlo Open Monte-Carlo    |            | Terre (ext.) | Katja Ebbinghaus Betty Stöve    | Lucia Bassi       | 6-4, 6-3        | Parcours |
| 7  | 05-07-1971 | Swiss Open Championships Gstaad | Grand Prix | Terre (ext.) | Brenda Kirk Laura Rossouw       | Françoise Dürr    | 8-6, 6-3        | Parcours |

## Parcours en Grand Chelem (partiel)

### En simple dames
| Année | Championnat d'Australie Open d'Australie | Championnat d'Australie Open d'Australie | Internationaux de France | Internationaux de France | Wimbledon       | Wimbledon        | US National US Open | US National US Open |
| 1955  | -                                        | -                                        | 3e tour (1/8)            | Beverly Baker            | 2e tour (1/32)  | M. de Riba       | -                   | -                   |
| 1957  | -                                        | -                                        | 1er tour (1/32)          | Ann Bedard               | -               | -                | -                   | -                   |
| 1958  | -                                        | -                                        | 2e tour (1/16)           | Lorraine Coghlan         | -               | -                | -                   | -                   |
| 1959  | -                                        | -                                        | -                        | -                        | 3e tour (1/16)  | Sandra Reynolds  | -                   | -                   |
| 1960  | -                                        | -                                        | 3e tour (1/8)            | Sandra Reynolds          | 3e tour (1/16)  | Věra Pužejová    | -                   | -                   |
| 1961  | -                                        | -                                        | 1er tour (1/64)          | Nora Somoza              | 2e tour (1/32)  | Susan Butt       | -                   | -                   |
| 1962  | -                                        | -                                        | 3e tour (1/16)           | Donna Floyd              | 2e tour (1/32)  | Eva Duldig       | -                   | -                   |
| 1963  | -                                        | -                                        | -                        | -                        | 3e tour (1/16)  | B. J. Moffitt    | -                   | -                   |
| 1964  | -                                        | -                                        | 4e tour (1/8)            | Margaret Smith           | 3e tour (1/16)  | Jacqueline Rees  | -                   | -                   |
| 1965  | 2e tour (1/16)                           | Jill Blackman                            | -                        | -                        | 4e tour (1/8)   | Lesley Turner    | -                   | -                   |
| 1966  | -                                        | -                                        | -                        | -                        | 1er tour (1/64) | Ann Haydon-Jones | -                   | -                   |
| 1967  | -                                        | -                                        | -                        | -                        | 4e tour (1/8)   | Billie Jean King | -                   | -                   |
| 1968  | -                                        | -                                        | 2e tour (1/32)           | Paola Palacios           | 1er tour (1/64) | Maria Bueno      | -                   | -                   |
| 1969  | -                                        | -                                        | 1er tour (1/32)          | Gail Sherriff            | 3e tour (1/16)  | Kristy Pigeon    | -                   | -                   |
| 1970  | -                                        | -                                        | 1er tour (1/32)          | Lesley Hunt              | 4e tour (1/8)   | Billie Jean King | -                   | -                   |
| 1971  | -                                        | -                                        | 3e tour (1/8)            | Evonne Goolagong         | 2e tour (1/32)  | Olga Morozova    | -                   | -                   |
| 1974  | -                                        | -                                        | 1er tour (1/32)          | C. Sandberg              | -               | -                | -                   | -                   |
| 1975  | -                                        | -                                        | 1er tour (1/32)          | Rosie Darmon             | 2e tour (1/32)  | Peggy Michel     | -                   | -                   |

À droite du résultat, l’ultime adversaire.

### En double dames
| Année | Championnat d'Australie Open d'Australie | Championnat d'Australie Open d'Australie | Internationaux de France     | Internationaux de France   | Wimbledon                    | Wimbledon                          | US National US Open | US National US Open |
| 1955  | -                                        | -                                        | 2e tour (1/8) C. Ramorino    | Mary Carter Beryl Penrose  | 2e tour (1/16) N. Migliori   | Beverly Baker Darlene Hard         | -                   | -                   |
| 1958  | -                                        | -                                        | 1/4 de finale S. Lazzarino   | Mary Bevis Thelma Coyne    | -                            | -                                  | -                   | -                   |
| 1959  | -                                        | -                                        | -                            | -                          | 1er tour (1/32) S. Lazzarino | de la Courtie C. Mercelis          | -                   | -                   |
| 1960  | -                                        | -                                        | 1/4 de finale Lucia Bassi    | S. Reynolds R. Schuurman   | 1/4 de finale S. Lazzarino   | S. Reynolds R. Schuurman           | -                   | -                   |
| 1961  | -                                        | -                                        | -                            | -                          | 3e tour (1/8) S. Lazzarino   | Eva Duldig M. Gerson               | -                   | -                   |
| 1962  | -                                        | -                                        | 1/4 de finale S. Lazzarino   | Jan Lehane Lesley Turner   | 3e tour (1/8) S. Lazzarino   | Donna Floyd Judy Tegart            | -                   | -                   |
| 1963  | -                                        | -                                        | -                            | -                          | 3e tour (1/8) S. Lazzarino   | Robyn Ebbern M. Smith              | -                   | -                   |
| 1964  | -                                        | -                                        | 1/2 finale S. Lazzarino      | M. Smith Lesley Turner     | 3e tour (1/8) M. Eisel       | B. J. Moffitt Karen Susman         | -                   | -                   |
| 1965  | 1er tour (1/16) F. Gordigiani            | Gail Sherriff C. Sherriff                | -                            | -                          | 2e tour (1/16) S. Lazzarino  | T. Groenman E. Veentjer            | -                   | -                   |
| 1966  | -                                        | -                                        | -                            | -                          | 1er tour (1/32) S. Lazzarino | Julie Albert Mimi Arnold           | -                   | -                   |
| 1967  | -                                        | -                                        | -                            | -                          | 1er tour (1/32) S. Lazzarino | Jill Cottrill C. Langsford         | -                   | -                   |
| 1968  | -                                        | -                                        | -                            | -                          | 2e tour (1/16) F. Gordigiani | Jean Knight P. Roberts             | -                   | -                   |
| 1969  | -                                        | -                                        | 2e tour (1/16) Monica Giorgi | Judith Dibar Eva Lundquist | 3e tour (1/8) Rosie Darmon   | Gail Sherriff C. Sherriff          | -                   | -                   |
| 1970  | -                                        | -                                        | 2e tour (1/16) Monica Giorgi | M. Smith Judy Tegart       | 2e tour (1/16) Sonja Pachta  | M. Smith Judy Tegart               | -                   | -                   |
| 1971  | -                                        | -                                        | 3e tour (1/8) P. Teeguarden  | F. Bonicelli M. Fernández  | 2e tour (1/16) Lucia Bassi   | Judy Tegart Virginia Wade          | -                   | -                   |
| 1973  | -                                        | -                                        | -                            | -                          | 2e tour (1/16) Lucia Bassi   | Vicky Berner Patricia McClenaughan | -                   | -                   |
| 1974  | -                                        | -                                        | -                            | -                          | 1er tour (1/32) Lucia Bassi  | M. Kroschina M. Neumanova          | -                   | -                   |
| 1975  | -                                        | -                                        | -                            | -                          | 2e tour (1/16) Lucia Bassi   | F. Dürr Betty Stöve                | -                   | -                   |

Sous le résultat, la partenaire ; à droite, l’ultime équipe adverse.

### En double mixte
| Année | Championnat d'Australie Open d'Australie | Championnat d'Australie Open d'Australie | Internationaux de France   | Internationaux de France  | Wimbledon                   | Wimbledon                   | US National US Open | US National US Open |
| 1960  | -                                        | -                                        | 1/2 finale A. Palafox      | Maria Bueno Robert Howe   | 1/4 de finale A. Palafox    | Darlene Hard Rod Laver      | -                   | -                   |
| 1961  | -                                        | -                                        | -                          | -                         | 1er tour (1/64) Budge Patty | D. Schuster Franz Hainka    | -                   | -                   |
| 1962  | -                                        | -                                        | 3e tour (1/8) Whitney Reed | Donna Floyd Ed Rubinoff   | -                           | -                           | -                   | -                   |
| 1964  | -                                        | -                                        | 3e tour (1/8) G. Merlo     | J. Lieffrig Daniel Contet | 2e tour (1/32) A. Lazzarino | C. Coronado J. E. Mandarino | -                   | -                   |
| 1965  | 2e tour (1/16) H. Matheson               | Rosie Darmon Pierre Darmon               | -                          | -                         | -                           | -                           | -                   | -                   |
| 1970  | n/a                                      | n/a                                      | -                          | -                         | 3e tour (1/16) G. Mulloy    | Jane O'Hara John Bartlett   | -                   | -                   |
| 1971  | n/a                                      | n/a                                      | -                          | -                         | 1er tour (1/64) Ismail El   | N. Mankad A. Amritraj       | -                   | -                   |

Sous le résultat, le partenaire ; à droite, l’ultime équipe adverse.

## Parcours en Coupe de la Fédération
| #                                                                             | Date       | Lieu                | Surface      | Gagnante(s)                         | Perdante(s)                       | Score         |          |
|                                                                               |            |                     |              |                                     |                                   |               |          |
| 1963 - 1er tour (groupe mondial) - Italie - États-Unis - 0 : 3                |            |                     |              |                                     |                                   |               |          |
| 1                                                                             | 17/06/1963 | Londres             | Herbe (ext.) | Darlene Hard                        | Lea Pericoli                      | 6-4, 2-6, 6-2 | Parcours |
| 1                                                                             | 17/06/1963 | Londres             | Herbe (ext.) | Carole Caldwell Darlene Hard        | Silvana Lazzarino Lea Pericoli    | 6-4, 6-1      | Parcours |
|                                                                               |            |                     |              |                                     |                                   |               |          |
| 1965 - 1er tour (groupe mondial) - Allemagne de l'Ouest - Italie - 1 : 2      |            |                     |              |                                     |                                   |               |          |
| 2                                                                             | 15/01/1965 | Melbourne           | Herbe (ext.) | Lea Pericoli                        | Helga Masthoff                    | 8-6, 4-0, ab. | Parcours |
| 2                                                                             | 15/01/1965 | Melbourne           | Herbe (ext.) | Helga Masthoff Heide Schildknecht   | Francesca Gordigiani Lea Pericoli | 6-3, 6-1      | Parcours |
|                                                                               |            |                     |              |                                     |                                   |               |          |
| 1965 - 1/4 de finale (groupe mondial) - États-Unis - Italie - 3 : 0           |            |                     |              |                                     |                                   |               |          |
| 3                                                                             | 16/01/1965 | Melbourne           | Herbe (ext.) | Billie Jean Moffitt                 | Lea Pericoli                      | 6-3, 6-1      | Parcours |
| 3                                                                             | 16/01/1965 | Melbourne           | Herbe (ext.) | Carole Caldwell Billie Jean Moffitt | Francesca Gordigiani Lea Pericoli | 6-0, 6-2      | Parcours |
|                                                                               |            |                     |              |                                     |                                   |               |          |
| 1966 - 2e tour (groupe mondial) - Italie - Rhodésie - 3 : 0                   |            |                     |              |                                     |                                   |               |          |
| 4                                                                             | 12/05/1966 | Turin               | Terre (ext.) | Lea Pericoli                        | Pat Walkden                       | 6-2, 4-6, 6-4 | Parcours |
|                                                                               |            |                     |              |                                     |                                   |               |          |
| 1966 - 1/4 de finale (groupe mondial) - Italie - Allemagne de l'Ouest - 1 : 2 |            |                     |              |                                     |                                   |               |          |
| 5                                                                             | 13/05/1966 | Turin               | Terre (ext.) | Edda Buding                         | Lea Pericoli                      | 4-6, 6-3, 7-5 | Parcours |
| 5                                                                             | 13/05/1966 | Turin               | Terre (ext.) | Silvana Lazzarino Lea Pericoli      | Helga Masthoff Helga Schultze     | 8-6, 7-5      | Parcours |
|                                                                               |            |                     |              |                                     |                                   |               |          |
| 1967 - 1er tour (groupe mondial) - Italie - Belgique - 3 : 0                  |            |                     |              |                                     |                                   |               |          |
| 6                                                                             | 06/06/1967 | Berlin              | Terre (ext.) | Lea Pericoli                        | Christiane Mercelis               | 6-2, 6-1      | Parcours |
| 6                                                                             | 06/06/1967 | Berlin              | Terre (ext.) | Silvana Lazzarino Lea Pericoli      | Ingrid Loeys Christiane Mercelis  | 6-2, 6-2      | Parcours |
|                                                                               |            |                     |              |                                     |                                   |               |          |
| 1967 - 2e tour (groupe mondial) - Pays-Bas - Italie - 0 : 3                   |            |                     |              |                                     |                                   |               |          |
| 7                                                                             | 07/06/1967 | Berlin              | Terre (ext.) | Lea Pericoli                        | Trudy Groenman                    | 7-5, 6-3      | Parcours |
| 7                                                                             | 07/06/1967 | Berlin              | Terre (ext.) | Silvana Lazzarino Lea Pericoli      | Trudy Groenman Lidy Venneboer     | 2-6, 7-5, 6-4 | Parcours |
|                                                                               |            |                     |              |                                     |                                   |               |          |
| 1967 - 1/4 de finale (groupe mondial) - Grande-Bretagne - Italie - 2 : 1      |            |                     |              |                                     |                                   |               |          |
| 8                                                                             | 09/06/1967 | Berlin              | Terre (ext.) | Ann Haydon-Jones                    | Lea Pericoli                      | 6-1, 6-0      | Parcours |
| 8                                                                             | 09/06/1967 | Berlin              | Terre (ext.) | Silvana Lazzarino Lea Pericoli      | Ann Haydon-Jones Virginia Wade    | 7-5, 6-2      | Parcours |
|                                                                               |            |                     |              |                                     |                                   |               |          |
| 1968 - 1er tour (groupe mondial) - Italie - Mexique - 2 : 1                   |            |                     |              |                                     |                                   |               |          |
| 9                                                                             | 21/05/1968 | Paris               | Terre (ext.) | Elena Subirats                      | Lea Pericoli                      | 6-3, 6-1      | Parcours |
| 9                                                                             | 21/05/1968 | Paris               | Terre (ext.) | Lea Pericoli Maria-Teresa Riedl     | Patricia Montano Elena Subirats   | 6-4, 6-2      | Parcours |
|                                                                               |            |                     |              |                                     |                                   |               |          |
| 1968 - 2e tour (groupe mondial) - URSS - Italie - 3 : 0                       |            |                     |              |                                     |                                   |               |          |
| 10                                                                            | 22/05/1968 | Paris               | Terre (ext.) | Galina Baksheeva                    | Lea Pericoli                      | 7-5, 8-6      | Parcours |
| 10                                                                            | 22/05/1968 | Paris               | Terre (ext.) | Galina Baksheeva Olga Morozova      | Francesca Gordigiani Lea Pericoli | 6-2, 6-3      | Parcours |
|                                                                               |            |                     |              |                                     |                                   |               |          |
| 1969 - 2e tour (groupe mondial) - Mexique - Italie - 0 : 3                    |            |                     |              |                                     |                                   |               |          |
| 11                                                                            | 21/05/1969 | Athènes             | Terre (ext.) | Lea Pericoli                        | Patricia Montano                  | 6-0, 6-0      | Parcours |
| 11                                                                            | 21/05/1969 | Athènes             | Terre (ext.) | Lucia Bassi Lea Pericoli            | Lourdes Gongora Elena Subirats    | 6-2, 6-3      | Parcours |
|                                                                               |            |                     |              |                                     |                                   |               |          |
| 1969 - 1/4 de finale (groupe mondial) - États-Unis - Italie - 3 : 0           |            |                     |              |                                     |                                   |               |          |
| 12                                                                            | 23/05/1969 | Athènes             | Terre (ext.) | Julie Heldman                       | Lea Pericoli                      | 6-1, 6-2      | Parcours |
| 12                                                                            | 23/05/1969 | Athènes             | Terre (ext.) | Peaches Bartkowicz Nancy Richey     | Lucia Bassi Lea Pericoli          | 4-6, 8-6, 6-0 | Parcours |
|                                                                               |            |                     |              |                                     |                                   |               |          |
| 1970 - 2e tour (groupe mondial) - Italie - France - 1 : 2                     |            |                     |              |                                     |                                   |               |          |
| 13                                                                            | 20/05/1970 | Fribourg-en-Brisgau | Terre (ext.) | Lea Pericoli                        | Odile de Roubin                   | 6-2, 6-2      | Parcours |
| 13                                                                            | 20/05/1970 | Fribourg-en-Brisgau | Terre (ext.) | Gail Sherriff Christiane Spinoza    | Sylvana Lazzarino Lea Pericoli    | 6-3, 8-6      | Parcours |
|                                                                               |            |                     |              |                                     |                                   |               |          |
| 1974 - 1er tour (groupe mondial) - Italie - Belgique - 3 : 0                  |            |                     |              |                                     |                                   |               |          |
| 14                                                                            | 13/05/1974 | Naples              | Terre (ext.) | Lea Pericoli                        | Michèle Gurdal                    | 6-3, 6-4      | Parcours |
|                                                                               |            |                     |              |                                     |                                   |               |          |
| 1974 - 2e tour (groupe mondial) - Italie - Israël - 3 : 0                     |            |                     |              |                                     |                                   |               |          |
| 15                                                                            | 13/05/1974 | Naples              | Terre (ext.) | Lea Pericoli                        | Paulina Peisachov                 | 6-3, 6-2      | Parcours |
|                                                                               |            |                     |              |                                     |                                   |               |          |
| 1974 - 1/4 de finale (groupe mondial) - Italie - Australie - 0 : 3            |            |                     |              |                                     |                                   |               |          |
| 16                                                                            | 13/05/1974 | Naples              | Terre (ext.) | Evonne Goolagong                    | Lea Pericoli                      | 6-2, 6-0      | Parcours |
| 16                                                                            | 13/05/1974 | Naples              | Terre (ext.) | Evonne Goolagong Janet Young        | Lucia Bassi Lea Pericoli          | 6-1, 6-3      | Parcours |
|                                                                               |            |                     |              |                                     |                                   |               |          |
| 1975 - 1er tour (groupe mondial) - Brésil - Italie - 0 : 3                    |            |                     |              |                                     |                                   |               |          |
| 17                                                                            | 05/05/1975 | Aix-en-Provence     | Terre (ext.) | Lucia Bassi Lea Pericoli            | Ferraz de Oliveira Marillia Matte | 6-4, 6-2      | Parcours |